# Carlos Alberto Dias
Carlos Alberto Dias (Brasília, 5 mei 1967) is een voormalig Braziliaans voetballer.

## Braziliaans voetbalelftal
Carlos Alberto Dias debuteerde in 1992 in het Braziliaans nationaal elftal en speelde 1 interland.